# 大場村 (茨城県那珂郡)
大場村（おおばむら）は茨城県那珂郡にかつて存在した村である。 

## 地理
- 旧大宮町、現在の常陸大宮市の南部に位置する。
- 村は那珂川北岸に位置している。

## 歴史

### 村域の変遷
- 1889年（明治22年）4月1日 - 町村制施行に伴い、小場村・小野村・三美村が合併し那珂郡大場村が発足。
- 1955年（昭和30年）3月31日 - 大宮町・玉川村・大賀村・上野村・静村の一部（上村田・下村田・石沢）、久慈郡世喜村の一部（富岡・塩原・辰ノ口・小倉）と合併し、改めて大宮町が発足。同日大場村廃止。
- 2004年（平成16年）10月16日 - 大宮町が山方町・美和村・緒川村・東茨城郡御前山村を編入。同日改称・市制施行し常陸大宮市になる。

変遷表
| 1868年 以前 | 1868年 以前 | 明治22年 4月1日 | 昭和30年 3月31日 | 平成16年 10月16日     | 現在       |
| ----------- | ----------- | --------------- | ---------------- | --------------------- | ---------- |
|             | 小場村      | 大場村          | 大宮町           | 常陸大宮市 に市制改称 | 常陸大宮市 |
|             | 小野村      | 大場村          | 大宮町           | 常陸大宮市 に市制改称 | 常陸大宮市 |
|             | 三美村      | 大場村          | 大宮町           | 常陸大宮市 に市制改称 | 常陸大宮市 |

## 人口・世帯

### 人口
総数 [単位： 人]
| 1891年（明治24年） | 2,072 |
| 1920年（大正 9年） | 2,391 |
| 1935年（昭和10年） | 2,787 |
| 1950年（昭和25年） | 3,502 |

### 世帯
総数 [単位： 世帯]
| 1920年（大正 9年） | 544 |
| 1935年（昭和10年） | 568 |
| 1950年（昭和25年） | 663 |